# Amaranthe (álbum)
Amaranthe es el álbum debut de la banda de metal sueca/danesa del mismo nombre. Fue grabado en Dinamarca durante el verano del año 2010 y salió a la venta en abril de 2011 a través del sello discográfico Spinefarm Records.
El álbum alcanzó el puesto 16 en las listas de Finlandia y el puesto 35 en las listas de Suecia y superó en Japón en las listas a artistas como Lady Gaga. En septiembre de 2011, se anunció que la edición deluxe del álbum iba a ser lanzada en octubre del mismo año y que contenía dos bonus tracks (Breaking Point y A Splinter In My Soul) y un DVD.

## Formación
- Elize Ryd - voz principal
- Jake E - voz
- Andreas Solveström - voz gutural
- Olof Mörck - guitarras y teclados
- Johan Andreassen - bajo
- Morten Løwe Sørensen - batería

## Lista de canciones
| Edición estándar |                           |          |  |
| N.º              | Título                    | Duración |  |
| 1.               | «Leave Everything Behind» | 3:19     |  |
| 2.               | «Hunger»                  | 3:13     |  |
| 3.               | «1.000.000 Lightyears»    | 3:16     |  |
| 4.               | «Automatic»               | 3:26     |  |
| 5.               | «My Transition»           | 3:50     |  |
| 6.               | «Amaranthine»             | 3:30     |  |
| 7.               | «Rain»                    | 3:45     |  |
| 8.               | «Call Out My Name»        | 3:17     |  |
| 9.               | «Enter the Maze»          | 4:05     |  |
| 10.              | «Director's Cut»          | 4:44     |  |
| 11.              | «Act of Desperation»      | 3:05     |  |
| 12.              | «Serendipity»             | 3:26     |  |

| Edición Deluxe |                                 |          |  |
| N.º            | Título                          | Duración |  |
| 1.             | «Leave Everything Behind»       | 3:19     |  |
| 2.             | «Hunger»                        | 3:13     |  |
| 3.             | «1.000.000 Lightyears»          | 3:16     |  |
| 4.             | «Automatic»                     | 3:26     |  |
| 5.             | «My Transition»                 | 3:50     |  |
| 6.             | «Amaranthine»                   | 3:30     |  |
| 7.             | «Rain»                          | 3:45     |  |
| 8.             | «Call Out My Name»              | 3:17     |  |
| 9.             | «Enter the Maze»                | 4:05     |  |
| 10.            | «Director's Cut»                | 4:44     |  |
| 11.            | «Act of Desperation»            | 3:05     |  |
| 12.            | «Serendipity»                   | 3:26     |  |
| 13.            | «Breaking Point (Bonus)»        | 3:41     |  |
| 14.            | «A Splinter in My Soul (Bonus)» | 3:42     |  |

## Posiciones en las listas

### Álbum
| Lista (2011) | Posición |
| ------------ | -------- |
| Suecia       | 35       |
| Finlandia    | 16       |

## Lanzamiento
| País           | Fecha               |
| -------------- | ------------------- |
| Europa         | 13 de abril de 2011 |
| Estados Unidos | 10 de junio de 2011 |
| Japón          | 8 de junio de 2011  |